# Bertolt Brecht
Bertolt Brechtⓘ (sinh ra với tên Eugen Berthold Friedrich Brechtⓘ; 10 tháng 2 năm 1898–14 tháng 8 năm 1956) là một nhà thơ, nhà soạn kịch, và đạo diễn sân khấu người Đức. Là một đạo diễn sân khấu có ảnh hưởng trong thế kỷ 20, Brecht đã có những đóng góp đáng kể trong lĩnh vực kịch nghệ và sản xuất các tác phẩm sân khấu; lĩnh vực thứ nhì đặc biệt trong các tour diễn của Berliner Ensemble - một công ty nhà hát được tổ chức bởi Brecht và người vợ của ông, nữ diễn viên Helene Weigel.
Từ khi hai muơi mấy tuổi cho đến cuối đời, Brecht là một người theo chủ nghĩa Marx trung kiên, và trong lúc phát triển vừa lý thuyết vừa thực hành sân khấu sử thi (episches Theater), đã tổng hợp và mở rộng những cuộc thử nghiệm của Erwin Piscator và Vsevolod Meyerhold trong việc dùng sân khấu như một diễn đàn cho những tư tưởng chính trị và tạo dựng một mỹ học phê bình.
Ít có lĩnh vực trong sân khấu hiện đại chưa cảm nhận được tác động hay ảnh hưởng Brecht; những nhà soạn kịch và đạo diễn sân khấu chịu ảnh hưởng trực tiếp từ Brecht gồm có: Dario Fo, Augusto Boal, Joan Littlewood, Peter Brook, Peter Weiss, Heiner Müller, Pina Bausch, Tony Kushner, Robert Bolt và Caryl Churchill. Ngoài sân khấu, những học thuyết và kỹ thuật của Brecht cũng đã có tác động đến một số trường phái học thuyết điện ảnh và kỹ thuật điện ảnh; ảnh hưởng của Brecht có thể tìm thấy trong những bộ phim của Jean-Luc Godard, Lindsay Anderson, Rainer Werner Fassbinder, Joseph Losey, Nagisa Oshima, Ritwik Ghatak, Lars von Trier, Jan Bucquoy và Hal Hartley.

## Cuộc đời và sự nghiệp

### Bayern (1898–1924)
Brecht sinh ra tại Augsburg, Bayern trong một gia đình có người mẹ sùng đạo Tin Lành theo truyền thống và một người cha theo đạo Công giáo. Cha ông làm việc tại một xưởng giấy, trở thành giám đốc điều hành năm 1914. Ở trường tại Augsburg ông đã gặp Caspar Neher, người mà ông đã tạo một sự hợp tác sáng tạo suốt đời. Khi ông 16 tuổi, Chiến tranh thế giới thứ nhất bùng nổ; lúc đầu ông hăng hăng hái nhưng Brecht đã nhanh chống đổi ý kiến khi thấy các bạn học "bị quân đội nuốt". Theo lời khuyên của cha, Brecht đã đăng ký học thêm một lớp y khoa tại Đại học München, nơi ông đã theo học từ năm 1917, để khỏi phải nhập ngũ. Tại đó ông học nghệ thuật sân khấu với Arthur Kutscher, người đã truyền vào Brecht niềm cảm phục nhà soạn kịch và ngôi sao sân khấu cabaret Frank Wedekind.
Từ tháng 7 năm 1916, những bài báo Brecht viết được xuất hiện dưới tên mới "Bert Brecht" (phê bình sân khấu đầu tiên của ông cho tờ Augsburger Volkswille xuất hiện vào tháng 10 năm 1919. Brecht bị bắt đi quân dịch vào mùa thu năm 1918, nhưng lại được đóng quân tại Augsburg với công việc của một người phục vụ tại một bệnh viện quân y cho sức khỏe sinh dục; chiến tranh kết thúc một tháng sau đó.
Tháng 7 năm 1919, Brecht và Paula Banholzer (hai người bắt đầu có quan hệ vào năm 1917) có con trai tên Frank. Mẹ Brecht qua đời năm 1920.
Trong một thời gian nào đó trong năm 1920 hay 1921, Brecht đóng một vai nhỏ trong cabaret chính trị của nhà hài hước Karl Valentin.. Nhật ký của Brecht trong vài năm sau đó ghi nhật nhiều lần ông đã đến xem Valentin biểu diễn.. Brecht so sánh Valentin với Charlie Chaplin vì "sự loại bỏ gần như hoàn toàn của sự bắt chước và tâm lý rẻ tiền" Trong quyển Messingkauf Dialogues của ông được viết sau này, ông đã nhắc đến Valentin, cùng với Wedekind và Büchner, như những "ảnh hưởng chính" của ông trong thời điểm này.